# Osek (ort i Tjeckien, Plzeň)
Osek är en ort i Tjeckien.   Den ligger i regionen Plzeň, i den västra delen av landet, 70 km sydväst om huvudstaden Prag. Osek ligger 399 meter över havet och antalet invånare är 1 159.
Terrängen runt Osek är platt åt nordväst, men åt sydost är den kuperad. Runt Osek är det tätbefolkat, med 276 invånare per kvadratkilometer. Närmaste större samhälle är Plzeň, 15,6 km väster om Osek. Trakten runt Osek består till största delen av jordbruksmark.